# Pharmaziepraktikant
Ein Pharmaziepraktikant (auch Pharmazeut im Praktikum) leistet in Deutschland die nach der Approbationsordnung für Apotheker geforderte 12-monatige praktische Ausbildung, die auch unter dem Namen PJ (Praktisches Jahr) bekannt ist. Das Pharmaziepraktikum setzt den bestandenen 2. Abschnitt der Pharmazeutischen Prüfung und damit den Abschluss des universitären Teils des Pharmaziestudiums voraus.
Von den 12 Monaten müssen mindestens sechs Monate in einer öffentlichen Apotheke, die keine Zweigapotheke ist, absolviert werden. Weitere sechs Monate können wahlweise in
- einer öffentlichen Apotheke, die keine Zweigapotheke ist
- einer Krankenhausapotheke
- einer Bundeswehrapotheke
- der pharmazeutischen Industrie
- einem Universitätsinstitut oder
- einer amtlichen Arzneimitteluntersuchungsstelle

in Deutschland oder auch im Ausland abgeleistet werden.
Der Pharmaziepraktikant gehört zum pharmazeutischen Personal in der Apotheke und darf unter Aufsicht eines Apothekers pharmazeutische Tätigkeiten (Herstellen, Prüfen und Abgabe von Arzneimitteln) durchführen.
Nach Abschluss der praktischen Ausbildung folgt der dritte Abschnitt der Pharmazeutischen Prüfung, in dem die neu erlernten Kenntnisse noch einmal geprüft werden. Bei erfolgreichem Bestehen kann dann die Approbation zum Apotheker bei der zuständigen staatlichen Stelle beantragt werden. Die staatliche Stelle prüft dann, ob der Antragsteller des Berufs des Apothekers würdig ist.

## Bezeichnung
Die Bezeichnung „Pharmaziepraktikant“ ist gesetzlich nicht festgelegt. In der Approbationsordnung für Apotheker wird nur von einer praktischen Ausbildung gesprochen. Einige Landesprüfungsämter verwenden jedoch diesen Begriff (z. B. in Bayern).
Der Bundesverband der Pharmaziestudierenden in Deutschland (BPhD) versucht an Stelle der Bezeichnung „Pharmaziepraktikant“ eine neue Bezeichnung zu etablieren. Vorschläge sind „Apotheker im Praktikum“, „Apothekerpraktikant“ oder „Pharmazeut“. Nach Meinung des BPhD ist die Bezeichnung irreführend und wird der Vorbildung nicht gerecht, da sie Personen, die nicht mit der Apothekerausbildung vertraut sind, suggeriere es handele sich um einen Schülerpraktikanten und erschwert den Kunden im Praktikanten einen Berater zu sehen.
Auf dem Apothekertag 2009 wurde ein Antrag angenommen, nachdem sich die Bundesvereinigung Deutscher Apothekerverbände dafür einsetzen solle, künftig die Bezeichnung „Pharmazeut im Praktikum“ (PhiP) zu verwenden.